# Éber Donn
En la mitología irlandesa, Éber Donn ("Eber el marrón" o "el noble") es el hijo mayor de Míl Espáine, el antepasado mítico de las personas irlandesas. A diferencia de sus hermanos, Eremon, Éber Finn y Amergin, Éber Donn no pudo atracar en Irlanda, y fue muerto por un naufragio en la costa suroeste de la isla. Como se narra en la Lebor Gabála Érenn, Éber Donn ofendió a la diosa Ériu, quién pronosticó que ni él ni su descendencia aterrizarían sde forma segura en la tierra de Irlanda. Fue enterrado por sus hermanos en Tech Duinn, una isla pedregosa de la costa irlandesa.
Según una interpretación Éber Donn sería una continuación de la deidad Celta de muerte Donn, ya que ambos están conectados con Tech Duinn, un sitio generalmente identificado con Bull Rock, un islote pedregoso de la costa de la Península de Beara.
Otro Éber Donn, Éber Donn mac Ír, el sobrino del anterior, es considerado el progenitor de los reyes de Ulaid y Dalriada.